# Jacobus Clemens non Papa
Jacobus Clemens non Papa (ursprünglich Jacques Clement; * zwischen 1510 und 1515 vielleicht in Dordrecht; † 1555 oder 1556 vielleicht in Diksmuide (Flandern)) war ein franko-flämischer Komponist und Sänger der Renaissance.

## Leben und Wirken
Über die frühen Jahre und die Ausbildungszeit von Jacobus Clemens non Papa ist nichts überliefert worden. Auch sein Geburtsort konnte noch nicht mit endgültiger Sicherheit ermittelt werden. Der Autor Jacob Meiland nennt 1575 „Belgica terra“ (Niederlande) als seine Heimat, und ein anderer Autor, Sweertius, nennt ihn in seiner Schrift „Athenae Belgivae“ von 1626 „Batavus“, was auf die nördlichen Niederlande hindeutet. Schließlich gibt es in Clemens’ Chanson „Congié je prens de vous“ die Zeile „Adieu Dordrecht, jusque au revoir“, was vielleicht auf Dordrecht als seinen Geburtsort hinweist. Die bisher erste aktenkundige Erwähnung des Komponisten erfolgte um 1538, als er bei dem Pariser Verleger Pierre Attaingnant eine kleine Anzahl seiner Chansons unter seinem ursprünglichen Namen Jacob Clement in einem Sammeldruck veröffentlichen ließ. Der Beiname „non Papa“ erscheint zum ersten Mal im Jahr 1542 in einer Manuskriptsammlung des niederländischen Kaufmanns Zeghere de Male und ab 1545 auf den Titelseiten der Sammlungen seiner Werke beim Antwerpener Verleger Tielman Susato. Dieser Beiname sollte vielleicht als Abgrenzung gegen den zeitgenössischen Papst Clemens VII. dienen, obwohl dieser schon 1534 starb, sicher weniger als Unterscheidung zu dem in Ypern lebenden Dichter Jacobus Papa.
Die Kathedrale St. Donatian in Brügge verzeichnet im Jahr 1544 einen Priester namens Jacobus Clement, der am 26. März dieses Jahres probeweise zum Vizekapellmeister (succentor) ernannt wurde. Dieses Amt hatte er bis Juni 1545 inne; er honorierte dies dem Kirchenpatron der Kathedrale mit seiner Messe „Gaude lux Donatiane“. Er wurde möglicherweise zum Chorleiter ernannt bei Philippe de Croy († 1549), Herzog von Aarschot und Feldherr von Kaiser Karl V., weil mehrere seiner Staatsmotetten auf den Herzog oder auf den Kaiser verweisen. Ab 1. Oktober 1550 stand Clemens als Sänger und Komponist im Dienst der Marienbruderschaft in ’s-Hertogenbosch, allerdings nur bis zum 24. Dezember. Für die Zeit danach gibt es wenige weitere Hinweise auf einen Aufenthalt in Ypern; auch Verbindungen zur Stadt Leiden hatten bestanden, weil alle sechs Chorbücher der dortigen St. Pieterskerk aus der Mitte des 16. Jahrhunderts Werke von Clemens non Papa enthalten: zwei Messen, einen Zyklus von acht Magnificats und 34 Motetten (heute im Stadtarchiv Leiden), ohne dass er in Leiden gelebt hat oder Chormeister der St. Pieterskerk gewesen sein könnte.
Obwohl Clemens in der Schrift „Practica musica“ von Hermann Finck (1556) als lebender Komponist aufgeführt wird, enthält eine Handschrift, die 1564/66 in Antwerpen kopiert wurde, seine Motette „Hic est vere martyr“ mit der Anmerkung „Ultimum opus Clementis non Papae anno 1555, 21 Aprilis“, was auf den Tod des Meisters, kaum 40 Jahre alt, im Jahr 1555 oder 1556 hindeutet. Er hatte offenbar zeit seines Lebens die Niederlande niemals verlassen. Im Jahr 1558 erschien bei dem Nürnberger Verleger Montanus der Trauergesang „Continuo lacrimas“ auf den Tod von Clemens non Papa von Jacobus Vaet. Nach der Aussage des Historikers Antonius Sanderus (1586–1664) in seiner Schrift „Flandria subalterna“ von 1644 wurde Clemens in Diksmuide bei Ypern beerdigt. Als seine Schüler sind zwei Komponisten bekannt geworden: der Niederländer Gherardus Mes, der auf den Titelblättern von dessen Souterliedekens ausdrücklich als Clemens’ Schüler bezeichnet wird, und der deutsche Komponist Gallus Dreßler, dessen musiktheoretische Schriften viele Verweisungen auf Werke von Clemens non Papa enthalten.

## Bedeutung
Das außerordentlich umfangreiche kompositorische Werk von Jacobus Clemens non Papa umfasst fünfzehn Messen, 233 Motetten, 16 Magnificat-Vertonungen in zwei Zyklen, etwa 90 Chansons, acht mehrstimmige niederländische Lieder und eine fast vollständige mehrstimmige Bearbeitung der 150 niederländischen Psalmen in Versform (Souterliedekens). Besonders auffällig ist dieser Werkumfang, weil seine Entstehung sich auf weniger als 20 Jahre zusammendrängt. Schon zu Lebzeiten haben sich seine Werke in Sammeldrucken meist niederländischer Verleger verbreitet, in Handschriften sogar in ganz Europa. In der 2. Hälfte des 16. Jahrhunderts wurden viele seiner Stücke für Laute, Zither und Tasteninstrumente bearbeitet. Der Ruhm des Komponisten erreichte seinen Höhepunkt um das Jahr 1560.
Clemens non Papa ist in der vierten Generation der franko-flämischen Musik vielleicht einer der bedeutendsten, mit Sicherheit aber einer der fruchtbarsten Vertreter dieses Stils. Er vereint in seinen Werken eine absolute kompositionstechnische Vollendung mit einer äußersten Vielfalt im Detail, im Ganzen gesehen jedoch mit einer großen Einheitlichkeit ohne Neigung zu Experimenten. Typisch für ihn ist eine voll durchimitierte Vier- oder Fünfstimmigkeit und ein sehr dichter, fast pausenfreier Satz ohne die Hervorhebung von Phrasengrenzen und praktisch ohne Homophonie. Die meisten seiner Messkompositionen sind reine Vertreter der Parodiemesse, nach der Vorlage eigener Chansons und Motetten oder nach zeitgenössischen oder etwas älteren Komponisten (Thomas Crécquillon, Nicolas Gombert, Andreas de Silva, Lupus Hellinck, Johannes Lupi, Pierre de Manchicourt und Claudin de Sermisy). Einen Sonderfall stellt dagegen das Requiem dar, ein auf gregorianischen Modellen beruhendes Werk. Die Grundverschiedenheit dieses Werks von allen anderen Kompositionen Clemens’ und seine späte Erstüberlieferung lässt einen anderen Autor als möglich erscheinen.
Die beiden Magnificat-Zyklen sind sich melodisch und satztechnisch sehr ähnlich. Der größere Teil der Motetten ist in der Form zweiteilig; bei elf Motetten liegt eine Dreiteiligkeit vor mit einem geringerstimmigen Mittelteil. Mit seiner großen achtstimmigen Motette „Pater peccavi“ über die Heimkehr des verlorenen Sohnes mit ihrem harmonisch-gesättigten Klang schuf Clemens eines der eindrucksvollsten Werke seines Stils. Die Komposition von Chansons macht bei Clemens non Papa – deutlich mehr als bei den meisten seiner Zeitgenossen – über ein Viertel seines Gesamtschaffens aus. Sie sind in der Mehrzahl Vertonungen der standardisierten Form der höfischen Liebeslyrik im ebenfalls durchimitierten Satz, ohne große Unterschiede zu den Motetten, nur eben in kleineren Dimensionen; in wenigen Fällen zitiert der Komponist jedoch den homophonen Pariser Chansonstil. Durch die zahlreichen Nachdrucke des Livre septiesme de chansons des Verlegers Pierre Phalèse sind eine Reihe von Chansons bis in die Mitte des 17. Jahrhunderts lebendig geblieben.
„Im Bereich der Meß- und besonders der Motettenkomposition stellt Jacobus Clemens non Papa die absolut zentrale Figur in der Musik der Mitte des 16. Jahrhunderts dar, unter dessen Feder sich wie in selbstverständlicher technischer Meisterschaft die üppige Klangfülle des franko-flämischen Stils mit einer nicht extrovertiert-expressiven oder ausgesprochen deklamatorischen, aber doch detailgenauen und subtil rhetorischen Textdarstellung verbindet“ (Thomas Schmidt-Beste in der Quelle MGG).

## Werke (summarisch)
Gesamtausgabe: Jacobus Clemens non Papa, Opera omnia, herausgegeben von K. Ph. Bernet-Kempers, 21 Bände, Rom 1951–1976 (= Corpus mensurabilis musicae Nr. 4; Band I, III, V–VIII: Messen, II: Souterliedekens, IV: Magnificat, IX, XII–XXI: Motetten, X–XI: Chansons).
- Messen und Messenfragmente
  - 1 Messe zu sechs Stimmen
  - 6 Messen zu fünf Stimmen
  - 8 Messen zu vier Stimmen
  - Kyrie zu fünf Stimmen und Gloria zu acht Stimmen
- Magnificat-Vertonungen
  - Magnificat-Zyklus 1, 8 Vertonungen (Magnificat primi toni bis Magnificat octavi toni) zu vier Stimmen
  - Magnificat-Zyklus 2, 8 Vertonungen (Magnificat primi toni bis Magnificat octavi toni) zu vier Stimmen
- Souterliedekens
  - Souterliedekens Teil 1, Psalm 1–41
  - Souterliedekens Teil 2, Psalm 42–84
  - Souterliedekens Teil 3, Psalm 85–121
  - Souterliedekens Teil 4, Psalm 122–150, 11 Cantica, 1 Vaterunser, 2 Credo, 1 Ave Maria
- Motetten
  - 8 Motetten-Individualdrucke
  - 50 Motetten-Sammeldrucke
  - 1 Motette zu acht Stimmen
  - 1 Motette zu sieben Stimmen
  - 18 Motetten zu sechs Stimmen
  - 99 Motetten zu fünf Stimmen
  - 112 Motetten zu vier Stimmen
  - 9 Motetten zu drei Stimmen
- Chansons
  - 30 Chanson-Sammeldrucke
  - 1 Chanson zu acht Stimmen
  - 7 Chansons zu sechs Stimmen
  - 14 Chansons zu fünf Stimmen
  - 62 Chansons zu vier Stimmen
  - 5 Chansons zu drei Stimmen
- 8 Niederländische Lieder
- 9 Kompositionen ohne Text

## Zeitgenössische, im Druck erschienene Sammlungen
- Chansons in der Sammlung von Pierre Attaingnant, Paris 1538
- Chansons in Sammlungen von Tielman Susato, Antwerpen 1545, 1549 und 1558
- 6 Motetten bei Tielman Susato, Antwerpen 1546
- „Orgel-Tabulaturbücher von Ammerbach“, Nürnberg, 1549
- Lautenbücher „Horti Musarum“ bei Phalèse, Löwen 1553
- 4 Bücher Psalmen bei Montanus und Neuber, Nürnberg 1553 bis 1554
- Motetti de Labirinto a 4 voc., Venedig 1554
- 4 Bücher Tonsätze a 3 voc. zu den Souter-Liedekens, Antwerpen 1556/1557
- 10 Bücher Messen a 4-5 voc., bei Phalèse, Löwen 1556 bis 1560
- 6 Bücher Cantiones sacrae (geistliche Motetten), bei Phalèse, Löwen 1559
- Seelenmesse a 4 voc., Löwen, 1580